# Beau Bokan
Beau Mark Bokan es un músico estadounidense, vocalista de la banda de post-hardcore Blessthefall desde septiembre del 2008 . Anteriormente participó en Take the Crown.

## Biografía
Beau Bokan nació el 30 de noviembre de 1981 en Huntington Beach, California. Bokan se inició en diferentes bandas entre ellas una fue la banda de Phoenix, Arizona, Blessthefall, donde se unió como teclista en el año 2003, sin embargo dejaría la banda un mes después para regresar a Huntington Beach, California para formar en el 2004 Take The Crown, con la que grabó un álbum y se disolvió, meses después Beau regresó a Blessthefall, donde reemplazo a Craig Mabbitt como vocalista, actualmente Beau participa con la banda, preparando lo que será su tercer álbum de estudio, y segundo con él.
Beau desciende de familia de origen mexicano y kurdo, también lanzó su propia marca de ropa, Golden Hearts Shine Forever, en marzo del 2011, Beau es cristiano, al igual que los miembros de Blessthefall.
Bokan comenzó una relación con la cantante de electropop canadiense Lights en el año 2011, más tarde en ese mismo año ambos anunciaron su compromiso a los medios. El 12 de mayo de 2012, contrajeron matrimonio oficialmente. Su matrimonio perdura hasta la fecha.
Stay Still fue escrita por él, en honor a su mejor amigo, el que murió en un accidente automovilístico, también conserva un tatuaje debido al suceso, Loyal Like Brothers.
Es Straight Edge, aunque no es vegetariano. Fue expulsado de la secundaria, por lo que jamás ha completado sus estudios.

### Carrera musical
Beau se unió a la banda Blessthefall como teclista en enero del 2003, en febrero del 2003 dejaría la banda. Después Beau inició la banda de rock alternativo/electrónico Take The Crown, en el año 2004, después de lanzar un demo y el EP Let The Games Begin, la banda firmó con Rise Records y lanzó su primer álbum, Relapse React, el 13 de mayo de 2008. La banda se desintegró a mediados del 2008.
Bokan al momento de saber que su antigua banda Blessthefall buscaba vocalista. En un automóvil se grabó junto a una guitarra acústica, grabaciones que hizo llegar a los miembros restantes, los que quedaron conformes con su voz y lo recibieron de vuelta a la banda con los brazos abiertos, siendo convocado enseñándole las canciones y ser el nuevo líder, su estancia fue anunciada el 26 de septiembre oficialmente. El 6 de octubre de 2009, Blessthefall lanzó su segundo álbum y primero con Beau de vuelta en la banda, Witness.
El 17 de mayo, Blessthefall entró a estudio junto al productor Michael Baskette nuevamente. El álbum es titulado "Awakening".

## Discografía
Take The Crown
- Demo (Independiente, 2007)
- Let The Games Begin (Independiente, 2007)
- Relapse React (Rise, 2008)

Blessthefall
- Witness (Fearless, 2009)
- Awakening (Fearless, 2011)
- Hollow Bodies (Fearless, 2013)
- To Those Left Behind (Fearless, 2015)
- Hard Feelings (Rise, 2018)

Músico invitado
- Lying Through Your Teeth Doesn't Count as Flossing - (Greeley Estates, No Rain, No Rainbow, 2010, Tragic Hero)